# Azim Azimzade

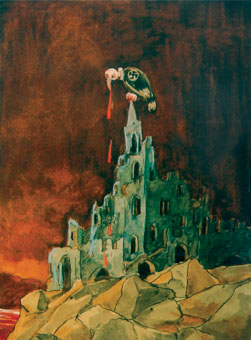
Ruines du Reichstag, 1942.

Azim Azimzade (en azeri : Əzim Aslan oğlu Əzimzadə), né le 7 mai 1880 à Novkhani, près de Bakou et mort le 15 juin 1943 à Bakou, est un peintre et graphiste azerbaïdjanais.

## Biographie
Son père l'inscrit à l’école de la mosquée où Azimzade apprend à lire le Coran en arabe. Pendant quatre ans, il étudie à mollakhana puis entre à l'école russo-azerbaïdjanaise à trois classes, qui s'appelle russo-tatar à cette époque. Azimzade est contraint d'abandonner ses études. Dans son autobiographie, il note que dès son plus jeune âge, il est forcé de travailler comme coursier, commis, et il ne dessine que pendant ses loisirs. Il étudie la littérature, le russe, le persan.

### Activité d'illustrateur
À partir de 1906, Azimzade publie des dessins sur des sujets sociaux et politiques dans des magazines. Ainsi, Azimzadeh devient le fondateur du graphisme satirique azerbaïdjanais. Azimzade crée 56 lithographies en couleurs pour les œuvres rassemblées du poète national Mirza Alakbar Sabir «Hop-hop namé». La créativité d'Azimzade était multiforme. Après la révolution, il s'engage principalement dans le graphisme de livres et de chevalets.

### Travail de décorateur
Dans la première moitié des années 1920, le peintre travaille sur les décors de scène dans le théâtre satirique de Bakou : Roue de la fortune de S. Akhundov et Le saboteur de M.S.Ordubadi, ainsi qu’au Théâtre dramatique azerbaïdjanais et fait des croquis de costumes pour la pièce En 1905 de Dj. Djabbarli et Sheikh Sanan de Huseyn Djavid. Le travail d'Azimzade a joué un rôle important dans le développement de la peinture théâtrale en Azerbaïdjan.

### Tableaux de chevalet
Dans les années 1930, les séries thématiques de chevalet prennent la place principale dans l'œuvre d'Azimzade. Parmi les meilleures aquarelles de genre, on peut citer des feuilles de la série Scènes de l'ancienne vie : Ramadan chez les riches, Ramadan chez les pauvres, Mariage chez les riches, Mariage chez les pauvres, Appâtage des chiens, Une fille est née, L’achat d’une épouse, Anciennes et nouvelles épouses, Raclée d’une femme par un mari et d'autres.